# Ethambutol/isoniazid/rifampicin
Ethambutol / isoniazid / rifampicin, còn được gọi là ethambutol / isoniazid / rifampin, là một trong những loại thuốc dùng để điều trị bệnh lao. Đây là một loại thuốc  kết hợp giữa ethambutol, isoniazid và rifampicin. Nó cũng có thể được sử dụng cùng với những loại thuốc chống lao khác, và được dung nạp qua đường uống. Tác dụng phụ của nó là những tác dụng cơ bản. Loại thuốc này có thể không phù hợp ở trẻ em.
Loại thuốc này đã nằm trong Danh sách các loại thuốc thiết yếu của Tổ chức Y tế Thế giới WHO, là loại thuốc hiệu quả và an toàn nhất cần có trong hệ thống y tế. Chi phí thuốc ở các nước đang phát triển là khoảng 6,74 đến 16,13 USD mỗi tháng.